# Михаил (Мельник)
Епископ Михаил (в миру Михаил Иванович Мельник; 21 октября 1903, Галиция — 9 октября 1955, Киев) — епископ Русской православной церкви, епископ Дрогобычский и Самборский.

## Биография
Родился 21 октября 1903 года в селе Сухая Воля Западной Галиции, Австро-Венгрия (ныне Польша) в грекокатолической семье. Отец его был лесником, мать занималась домашними работами.
В родном селе закончил народную школу. С 1917 по 1925 обучался в гимназии в г. Пшемысль (Перемышль). Поступил в Перемышльскую униатскую епархиальную семинарию, в 1927 году — на богословский факультет университета в Инсбруке (Австрия).
Во время учёбы в 1928 году униатским Перемышльским епископом Иоасафатом Коциловским рукоположён целибатом во диакона, в 1929 года — в клирика Украинской греко-католической Церкви (УГКЦ).
В 1931 году окончил Инсбрукский университет, получил ученое звание доктора богословских наук.
В 1932 году назначен настоятелем прихода в местечке Нижанковичи. Кроме того, с 1933 года преподавал моральное богословие в униатской Перемышльской духовной семинарии. С 1937 года был деканом (благочинным) Нижанковичского церковного округа Перемышльской епархии УГКЦ.
В связи с переходом по советско-польскому соглашению западной части Дрогобычской области Украинской ССР с городом Перемышлем к Польше священник Михаил Мельник в октябре 1944 года был назначен генеральным викарием восточной части Перемышльской епархии, оставшейся в составе УССР. Продолжал вплоть до 1946 года исполнять обязанности настоятеля храма в Нижанковичах и декана местного благочиния.
В мае 1945 года стал первым членом инициативной группы по воссоединению Греко-католической церкви с Православной Церковью. Возглавлял инициативную группу протопресвитер Гавриил Костельник.
23 февраля 1946 года в Киеве митрополитом Киевским и Галицким Иоанном (Соколовым) был воссоединён с Православной Церковью вместе с рядом других грекокатолических священнослужителей.
За этим последовал его монашеский постриг с сохранением имени, а 25 февраля иеромонах Михаил был хиротонисан во епископа Дрогобычского и Самборского.
Епископ Михаил (Мельник), как и архиепископ Антоний (Пельвецкий), пытался сохранить национально-религиозную обособлённость присоединённых к православной церкви грекокатолических епархий. Епископ Михаил последовательно выступал против любых мероприятий по «оправославливанию», постоянно нарушая требования церковных властей и православные каноны.
Открыто поднимал вопросы массовых арестов духовенства, уничтожения святых мест, экономической и социальной дискриминации духовенства.
Скончался 9 октября 1955 года в Киеве.